# Enrico Mariani
Enrico Mariani (Cremona, 6 febbraio 1900 – 2 giugno 1978) è stato un politico italiano, deputato all'Assemblea Costituente per il Partito Socialista Italiano di Unità Proletaria.